# Церковь Николая Чудотворца (Миллерово)
Церковь Николая Чудотворца — бывший православный храм в городе Миллерово Ростовской области; также известна как Николаевская церковь. 

## История
До 1903 года в поселке Миллеров-Глубокинский (ныне город Миллерово) существовала только деревянная часовня, построенная в 1891 году. Жители поселка являлись прихожанами Жено-Мироносицкой церкви в слободе Греково-Полненской.
В 1900 году в поселке началось строительство деревянной церкви, которая была построена и освящена Во имя Николая Чудотворца в 1903 году. Первым священником церкви стал Пётр Ледковский из слободы Греково-Полненской, к которой церковь и была приписана. В 1904 году из Новочеркасска был прислан только что рукоположенный священник Владимир Волагурин.
При постройке церкви помещиком Миллером было пожертвовано под церковную площадь три десятины земли (без дарственной). Деревянный Николаевский храм с колокольней располагался на цокольном фундаменте, был покрыт листовым железом; вокруг церкви была выстроена железная ограда. Престол в храме был один — во имя Святителя Николая. По штату в ней служили два человека — священник и псаломщик, проживавших в церковных домах. Также церкви принадлежала караулка, сделанная из самана и покрытая железом. В 1911 году она была расширена и с декабря этого же года здесь была устроена столовая для кормления нищих по воскресным и праздничным дням. При церкви еще находилось здание для школы. По дореволюционной традиции, почитаемых прихожан хоронили не на обычном приходском кладбище, а в ограде церкви. Так возле Николаевской церкви в 1910 году в семейном склепе был похоронен сын миллеровского провизора Дионисия Ивановича Мешкомаева. 
Пережив Октябрьскую революцию, гражданскую и отечественную войны, в 1950-х годах храм был уничтожен.